# Estado borgoñón
Estado borgoñón es un término moderno, acuñado para designar la unión política bajo la autoridad del duque de Borgoña, pero que tiene fundamentos históricos al derivarse de las mismas denominaciones de los siglos XV y XVI. Este conglomerado de territorios carecía de un título singular que expresara la idea de unidad política, pero de entre todos destaca el Ducado de Borgoña, ya que el titular del ducado era el Gran Maestre y Jefe Soberano de la Orden del Toisón de Oro, de aquí el hecho de que una vez perdido del territorio propiamente ducal se siguiera manteniendo el título, dado el prestigio del mismo.

## La formación y apogeo del Estado borgoñón: dinastía Valois
En 1363, Felipe el Atrevido, cuarto hijo del rey Juan II de Francia, recibió de su padre el ducado de Borgoña en Infantazgo, y en 1369 se desposó con la condesa Margarita III de Flandes, heredera del Condado Palatino de Borgoña, y de los condados de Artois, Flandes, Nevers y Rethel. De esta manera adquirió en su intitulación:

Philippe, fils du roy de France, duc de Bourgoingne, conte de Flandres, d'Artois et de Bourgoingne palatin, de Nevers, de Retel, sire de Salins et de Malines.
1384

Inaugura así una política matrimonial que continuarán sus sucesores y que constituirá el Estado borgoñón. En 1385 casó a sus hijos Juan sin Miedo y Margarita con sendos hijos del duque Alberto I de Baviera, también conde de Holanda (con Frisia), Zelanda y de Hainaut, preparando así la unión dinástica al estado borgoñón.
Tras la derrota de Azincourt en 1415, Juan sin Miedo contrario a los Armagnac se aproximó a los ingleses, lo que resultó en su asesinato en una entrevista con el delfín Carlos. Le sucedió finalmente su hijo Felipe el Bueno, quien completó su alianza con los ingleses por el tratado de Troyes (1420), en el que se desheredaba al delfín en beneficio del hijo del rey de Inglaterra, el futuro Enrique VI; de esta manera se fue conformando el poder e influencia que tenían los territorios regidos por el duque de Borgoña.

Francia en 1435 y en rosado los territorios franceses del duque de Borgoña Felipe III el Bueno.

En 1421 su intitulación era Philippe, duc de Bourgoingne, conte de Flandres, d'Artois et de Bourgoingne palatin, seigneur de Salins et de Malines, durante esta fase de la guerra de los Cien Años, el duque de Borgoña heredó de sus primos y se apropió de varios territorios en los Países Bajos: incorporó a sus dominios Namur, por compra en 1429; los condados de Hainaut, Holanda (con el señorío de Frisia) y Zelanda en 1432, por conquista; los ducados de Brabante y Limburgo en 1430, por herencia; y el ducado de Luxemburgo en 1443, por compra aunque no fue reconocido hasta 1467 por Isabel de Austria, esposa de Casimiro IV de Polonia y Lituania.
Estas adquisiciones fueron confirmadas en el Tratado de Arras (1435) por Carlos VII a cambio de reconocerle como rey de Francia frente a las aspiraciones inglesas, lo cual manifiesta su influencia y poder territorial dentro de Francia.
Felipe el Bueno murió en 1467, y la intitulación de su hijo Carlos el Temerario refleja el crecimiento del poder territorial de la dinastía borgoñona:

Charles, par la grace de Dieu, duc de Bourgoingne, de Lothier, de Brabant, de Lembourg, et de Lucembourg,
comte de Flandres, d'Artois, de Bourgoingne palatin, de Haynnau, de Hollande, de Zellande et de Namur, marquis du Saint Empire, seigneur de Frise, de Salins et de Malines.
1467

El duque se lanzó a una política de creación de un reino borgoñón, para lo que intentó procurar la vinculación entre las tierras propiamente borgoñonas ("Pays de par-delà") y las tierras neerlandesas del norte ("Pays de par-deça"). Esto le llevó a una confrontación con el rey Luis XI de Francia, que se intensificó a partir de la humillación que le infligió con el Tratado de Péronne de 1468; por otra parte, en 1473, en un encuentro en Tréveris con el emperador Federico III, para concertar el matrimonio de su hija María con el hijo de Federico III, Maximiliano, intentó ser coronado rey, pero las negociaciones se interrumpieron bruscamente, quizás debido a las intrigas del rey de Francia, no sin antes haber reconocido a Carlos la investidura de los ducados de Güeldres y Zutphen. 
No obstante prosiguió su política expansiva conquistando los territorios que separaban las dos zonas. Su lucha contra las ciudades alsacianas y la ocupación de Lorena, propició la unión de sus vecinos en la Liga de Constanza, y con la neutralización de los ingleses por el Tratado de Picquigny (1475) fue derrotado y muerto finalmente en la Batalla de Nancy, en enero de 1477.

### Territorios del Estado Borgoñón

Francia en 1477 con los territorios borgoñones en amarillo.

En su apogeo en 1477 los territorios del Estado borgoñón abarcaban:
- Ducado de Borgoña - Condado de Charolais - Condado de Mâcon
- Ducado de Brabante - Señorío de Malinas - Ducado de Limburgo
- Ducado de Luxemburgo
- Condado de Flandes
- Condado de Artois
- Condado de Borgoña - Señorío de Salins
- Condado de Henao
- Condado de Holanda - Señorío de Frisia - Condado de Zelanda
- Condado de Namur
- Ducado de Güeldres - Condado de Zutphen

## Crisis territorial: Fin de la dinastía Valois y advenimiento de los Habsburgo
El rey Luis XI de Francia, aprovechando la coyuntura de la muerte del duque Carlos el Temerario, invadió las dos Borgoñas, mientras cedió Artois y Picardía a su ahijada y heredera de Carlos, la duquesa María. De esta forma, la duquesa tuvo que aceptar la restitución de los privilegios suprimidos en los Países Bajos por el Gran Privilegio en febrero de 1477, lo que destruía la labor centralizadora de los dos duques anteriores. Para contrarrestar la ofensiva francesa, se casó en agosto de 1477 con el archiduque Maximiliano, de la Casa de Habsburgo, vinculación que duraría tres siglos.
En 1482, murió la duquesa y su heredero Felipe era menor de edad, y dado que en la guerra no había progresos, y su viudo Maximiliano hallaba discutida su autoridad en los Países Bajos, acordó el tratado de Arras con el rey Luis XI, por el que reconocía al rey francés la posesión del ducado de Borgoña (revertido al dominio real al extinguirse el apanage), Picardía (ocupada por Carlos el Temerario desde 1472), y la posesión del condado de Borgoña y Artois como dote del matrimonio de su hija Margarita con el delfín Carlos. Luis XI murió al año siguiente y debido a que la regente de Francia Ana anuló el acuerdo matrimonial y que el rey Carlos VIII de Francia tenía proyectos de invasión de Italia, se firmó finalmente la paz en el tratado de Senlis (1493), devolviendo los franceses el Franco Condado y Artois a los borgoñones, y aceptando los borgoñones la soberanía francesa sobre Artois y Flandes.
En 1493 Felipe el Hermoso ya era mayor de edad y su intitulación en 1495 muestra sus posesiones territoriales en los Países Bajos:

Phelipe par la grace de Dieu Archiduc d'Ausriche, Duc de Bourgoingne, de Lothor, de Brabant, de Stiere, de Carinte, de Carniole, de Lemberg, de Lucembourg & de Gheldres; Conte de Habsbourgh, de Flandres, de Tyrol, d'Artois, de Bourgoingne Palatin & de Hoynnau, Lantgrave d'Elsace, Marquis de Bourgaubb & du Saint Empire; de Hollande, de Zeelande, de Ferette, de Kiburg, de Namur, & de Zutphen Conte, Seignure de Frese, sur la Marche de Sclanonie, de Portenaub, de Salins, & de Malines

Con la excepción de Artois y Flandes (que eran feudos franceses), el resto de territorios resaltados con letra negrita y cursiva pertenecían al Imperio.
Con su matrimonio con la hija de los Reyes Católicos y futura reina Juana I, posibilitó la vinculación los territorios borgoñones con los españoles.

## La reconfiguración del Estado borgoñón: el círculo de Borgoña

Mapa de los círculos imperiales al comenzar el. En azul claro, el Círculo de Borgoña.

Con su sucesor, Carlos, emperador y rey de España, se produjo la estabilización y organización del territorio dentro de la nueva situación internacional de los Habsburgo en oposición a Francia.
En cuanto a territorio, en 1521 conquistó la ciudad de Tournai, que se incorporó a Flandes, en 1523/1524 después de años de guerra, fue aceptado como señor de Frisia (tras comprar sus derechos al duque Jorge el Barbudo de Sajonia-Meissen en 1515), en 1528 compró el obispado de Utrecht (que incluía a Utrecht y Overijssel) por los tratados de Schoonhoven y Gorinchem, en 1536 conquistó Groninga con Ommelanden y Drente, y en 1543 el ducado de Güeldres con Zutphen por el tratado de Venlo.
Respecto a lo institucional, en 1512 el emperador Maximiliano I, creó el Círculo imperial de Borgoña, que englobaba este conglomerado de territorios, el denominado Estado borgoñón, que los Habsburgo heredaron de los duques borgoñones Felipe el Bueno y Carlos el Temerario, y de los que eran sus sucesores.
En 1529, el emperador Carlos V acordó la Paz de Cambrai con el rey de Francia Francisco I, por la que el Rey de Francia renunciaba a la soberanía sobre los condados de Flandes y Artois, y el emperador renunciaba al territorio específico del ducado de Borgoña (perdido en 1477), pero no al título ducal ya que del mismo derivaba ser Gran Maestre y Jefe Soberano de la Orden del Toisón de oro. De esta manera se produjo la definitiva desvinculación respecto a Francia. Finalmente, en 1548, Carlos V determinó en la Convención de Augsburgo, el estatus de estos territorios del estado borgoñón dentro del imperio alemán, pero sin llegar a unificarse.
Una mayor cohesión del Círculo de Borgoña se estableció con la Pragmática Sanción de 1549, por la que sólo los territorios de los Países Bajos ("pays de par-deça"), fueron declarados una entidad territorial indivisible, las Diecisiete Provincias, que se heredaría por el mismo monarca (Señor de los Países Bajos: Heer der Nederlanden).

### Composición
Dado el prestigio del título de duque de Borgoña y que los Habsburgo eran los sucesores de los duques borgoñones, el título de duque de Borgoña englobaba los títulos de Duque de Borgoña, de Brabante y Lotaringia, Limburgo, Luxemburgo y Güeldres, Conde Palatino de Borgoña, Conde de Flandes, Artois, Henao, Holanda, Zelanda, Namur y Zutphen, Margrave del Sacro Imperio Romano, Señor de Frisia, Salins, Malinas, y de las ciudades, pueblos y tierras de Utrech, Overijssel y Groninga. Pero todos estos títulos no aparecían en la intitulación de los Reyes en España donde sólo se reseñaban duque de Borgoña, de Brabante y conde de Flandes, los demás títulos se suponían implícitos en un etc o un &c al final de la intitulación.
El círculo de Borgoña comprendía los siguientes territorios:
| Escudo                | Nombre                      | Observaciones |
| --------------------- | --------------------------- | --- |
|                       | Ducado de Borgoña           | No perteneció al Círculo de Borgoña. El territorio se perdió en 1477, previo a la constitución del círculo borgoñón, pero no se reconoció la pérdida hasta la Paz de Cambrai en 1529. No obstante, los Habsburgo siguieron manteniendo el título.                                                                                             |
|                       | Condado de Charolais        | No perteneció al Círculo de Borgoña. El territorio formaba parte del Ducado de Borgoña, y tras la pérdida territorial del Ducado, Charolais quedó como un enclave dentro de territorio francés y bajo suzeranía del rey francés. En 1684, el Parlamento de París estableció la saisie del condado en beneficio del príncipe de Condé Luis II. |
|                       |                             | |
|                       | Condado de Borgoña          | Incorporado definitivamente a Francia por la Paz de Nimega en 1678. |
|                       | Ciudad Imperial de Besanzón | Incorporado definitivamente a Francia por la Paz de Nimega en 1678. |
|                       | Señorío de Salins           | Incorporado definitivamente a Francia por la Paz de Nimega en 1678. |
|                       |                             | |
| Diecisiete Provincias |                             | |
|                       | Condado de Artois           | Cedido definitivamente a Francia en 1659 por el Tratado de los Pirineos |
|                       | Ducado de Brabante          | Parte del territorio pasó a las Provincias Unidas. |
|                       | Ducado de Limburgo          | Vinculado al ducado de Brabante. |
|                       | Señorío de Malinas          | Vinculado al Ducado de Brabante. Territorio de las Provincias Unidas entre 1581-1585. |
|                       | Marquesado de Amberes       | Vinculado al ducado de Brabante. Perdida por las Provincias Unidas en 1585. |
|                       | Ducado de Luxemburgo        | |
|                       | Condado de Flandes          | |
|                       | Condado de Henao            | |
|                       | Condado de Namur            | |
|                       | Ducado de Güeldres          | Territorio integrado en las Provincias Unidas en 1581; excepto una parte, el Alto Güeldres que pasó a Brandemburgo. |
|                       | Condado de Zutphen          | Vinculado al Ducado de Güeldres. Territorio integrado en las Provincias Unidas en 1581, y reintegrado en 1591. |
|                       | Señorío de Overijssel       | En latín Transisulania. Incluía Drente (mapa de 1658). Territorio integrado en las Provincias Unidas en 1591. |
|                       | Señorío de Groninga         | Territorio integrado completamente en las Provincias Unidas en 1594. |
|                       | Condado de Holanda          | Territorio integrado en las Provincias Unidas en 1581. |
|                       | Condado de Zelanda          | Vinculado al Condado de Holanda. Territorio integrado en las Provincias Unidas en 1581. |
|                       | Señorío de Frisia           | Territorio integrado en las Provincias Unidas en 1581. |
|                       | Señorío de Utrech           | Territorio integrado en las Provincias Unidas en 1581. |
|                       |                             | |

### Desmembramiento del Estado borgoñón

Camino Español

Las abdicaciones del emperador Carlos V muestran falta de cohesión interna de los territorios del Círculo de Borgoña, tan sólo una unión dinástica de herencia remanente del Estado borgoñón.
El 25 de octubre de 1555 renunció en su hijo Felipe la jefatura de Orden del Toisón de oro, el ducado de Borgoña y los territorios de los Países Bajos casi un año después, en 1556 confirmó la renuncia en el Parlamento de Dole.
De esta manera, el rey de España Felipe II, al iniciar su reinado, ostentaba, como duque titular de Borgoña, los títulos de Duque de Borgoña, de Brabante y Lotaringia, Limburgo, Luxemburgo y Güeldres, Conde Palatino de Borgoña, Conde de Flandes, Artois, Henao, Holanda, Zelanda, Namur y Zutphen, Margrave del Sacro Imperio Romano, Señor de Frisia, Salins, Malinas, y de las ciudades, pueblos y tierras de Utrech, Overijssel y Groninga
En 1568, comenzó la rebelión en los Países Bajos, que daría lugar a la guerra de los Ochenta Años. El 5 de enero de 1579, los Católicos formaron la Unión de Arras: provincias de Artois, Hainaut, y parte de Flandes (Lille, Douai y Orchies). Los Protestantes en contraposición constituyeron el 23 de enero la Unión de Utrecht:   Holanda, Zelanda, Utrech, Güeldres, Groniga, y posteriormente ciudades de Brabante y Flandes.
El 26 de julio de 1581, las provincias de Brabante, Güeldres, Zutphen, Holanda, Zelanda, Frisia, Malinas y Utrech, anularon en los Estados Generales, su vinculación con el Rey de España Felipe II, por el Acta de abjuración, y eligieron como soberano a Francisco de Anjou.
Pero Felipe II no renunció a esos territorios, y el gobernador de los Países Bajos Alejandro Farnesio, inició la contraofensiva y recuperó a la obediencia del rey de España Felipe II de gran parte del territorio, especialmente tras el asedio de Amberes, pero se parte de ellos se volvieron a perder tras la campaña de Mauricio de Nassau.
Antes de la muerte del Rey de España, el territorio de los Países Bajos, en teoría las diecisiete provincias, y el resto de los territorios borgoñones, no pasaron a su hijo Felipe III, sino conjuntamente a su hija Isabel Clara Eugenia y su yerno el archiduque Alberto de Austria por el Acta de Cesión de 6 de mayo de 1598.
Los tratados de paz con Francia (1598) y con Inglaterra (1604) y el agotamiento por la guerra llevaron al establecimiento de la tregua de los doce años.
En la práctica los territorios del norte formaban las Provincias Unidas: Holanda, Zelanda, Utrecht, Güeldres (con Zutphen), Overijssel (con Drente), Frisia y Groniga, además de los territorios de la Generalidad (partes de Brabante, Flandes y Limburgo).
Y los territorios del sur permanecieron bajo la soberanía de los Habsburgo: Flandes, Artois, Henao, Namur, Luxemburgo, Brabante, Amberes, Malinas, Limburgo.
En 1621, murió el archiduque Alberto sin haber tenido descendencia, por el Acta de Cesión de 1598, la pretendida soberanía sobre las 17 provincias (de hecho la parte sur solamente) neerlandesas, y el resto de los territorios borgoñones, pasararon al rey de España y sobrino de Isabel Clara Eugenia, Felipe IV, lo que coincidió con el final de la tregua, y el comienzo de la guerra de los Treinta Años.
Finalmente, tras una guerra infructuosa, el 30 de enero de 1648, en el tratado de Münster, España reconoció la total independencia de la República de las Provincias Unidas y el Rey eliminó de su intitulación Conde de Holanda, Zelanda y Zutphen, Señor de Frisia y de las ciudades, pueblos y tierras de Utrech, Overijssel y Groninga.
Por otro lado, el tratado de Münster de 24 de octubre de 1648 indicó que el Círculo de Borgoña permanecería dentro del Imperio.
La dislocación de lo que quedaba de herencia del Estado borgoñón fue realizada por el rey de Francia Luis XIV:
- En el Tratado de los Pirineos (1659), se cedieron el condado de Artois (salvo Aire y Saint-Omer) y partes de Flandes (Bourbourg, Gravelinas, Saint-Venant), Luxemburgo (Damvillers, Montmédy, Thionville) y Henao (Avesnes-sur-Helpe, Landrecies, Le Quesnoy)
- En el Tratado de Aquisgrán (1668), que finalizó la Guerra de Devolución, se perdieron plazas fuertes del Flandes francés (Lille, Bergues, Furnes, Armentières, Cortrique, Douai, Menen, Oudenaarde, Charleroi y Binche).
- Y en el Tratado de Nimega (19 de septiembre de 1678), además de plazas en los Países Bajos (Cassel, Bailleul, Ypres, Wervick, Warneton, Cambrai, Bouchain, Condé-sur-l'Escaut, Bavay), se cedió definitivamente el territorio del Franco Condado a Francia.[25]

Expansión territorial francesa. La época de Luis XIV está en color naranja

De esta manera se rompía el nexo que había posibilitado un mínimo de cohesión entre los desvertebrados dominios territorios del Estado borgoñón, produciéndose el disloque definitivo del sistema de comunicaciones entre los territorios del antiguo ducado de Borgoña entre sí, y con respecto a las posesiones españolas del norte de Italia.
Así se remató la desaparición de la estructura geopolítica del Estado borgoñón que iniciándose en 1363, y vinculádose a los Habsburgo en 1477, terminó por desaparecer al interrumpirse los vínculos que le daban su carácter territorial frente a Francia y Alemania.
Otro evento que da idea de la desaparición del Estado borgoñón, es que dado que los dos territorios borgoñones (condado y ducado) pertenecían ya a Francia, el rey Luis XIV invistió a su nieto Luis como duque de Borgoña, mientras que Carlos II y sus sucesores siguieron manteniendo los títulos borgoñones de forma nominal.
El Círculo de Borgoña siguió existiendo de forma precaria, pero solo en los Países Bajos (reducidos a la zona sur), fluctuando sus fronteras con Francia. En el tratado de Baden (1714), que forma parte del corpus de tratados que pusieron fin a la guerra de sucesión española, los Países Bajos pasaron a soberanía de Austria. El final del Círculo llegó el 1 de octubre de 1795 cuando la Convención Nacional Francesa incorporó el territorio a Francia y el 17 de octubre de 1797, se reconoció la anexión en el Tratado de Campo Formio, finalizando así el Círculo de Borgoña.

## Lista de los duques de Borgoña: Soberanos del Estado Borgoñón
| Imagen                      | Escudo | Nombre                                    | Soberano desde           | Soberano hasta           |
| --------------------------- | ------ | ----------------------------------------- | ------------------------ | ------------------------ |
| Duques de Borgoña           |        |                                           |                          |                          |
|                             |        | Felipe II                                 | 6 de septiembre de 1363  | 27 de abril de 1404      |
|                             |        | Juan I                                    | 27 de abril de 1404      | 10 de septiembre de 1419 |
|                             |        | Felipe III                                | 10 de septiembre de 1419 | 15 de junio de 1467      |
|                             |        | Carlos I                                  | 15 de junio de 1467      | 5 de enero de 1477       |
| Duques titulares de Borgoña |        |                                           |                          |                          |
|                             |        | María                                     | 5 de enero de 1477       | 27 de marzo de 1482      |
|                             |        | Felipe I                                  | 27 de marzo de 1482      | 25 de septiembre de 1506 |
|                             |        | Carlos I                                  | 25 de septiembre de 1506 | 25 de octubre de 1555    |
|                             |        | Felipe II                                 | 25 de octubre de 1555    | 6 de mayo de 1598        |
|                             |        | Isabel Clara Eugenia y Alberto de Austria | 6 de mayo de 1598        | 13 de julio de 1621      |
|                             |        | Felipe IV                                 | 13 de julio de 1621      | 17 de septiembre de 1665 |
|                             |        | Carlos II                                 | 17 de septiembre de 1665 | 1 de noviembre de 1700   |
|                             |        | Felipe V                                  | 16 de noviembre de 1700  | 22 de junio de 1711      |